# Destino
O Destino, também conhecido como Fado, é geralmente concebido como uma sucessão inevitável de acontecimentos relacionada a uma dada ordem cósmica. Portanto, segundo essa concepção, o destino conduz a vida de acordo com uma ordem natural, segundo a qual nada do que existe pode escapar. Concepção antiga, é presente em diversas mitologias através do mundo, como por exemplo, na mitologia grega, através das Moiras, mas também em correntes filosóficas, como no caso do fatalismo.

## Definição
Segundo Nicola Abbagnano (filósofo Italiano do séc.XX), o destino é a "Ação necessitante que a ordem do mundo exerce sobre cada um de seus seres singulares". As definições mais comuns são: Uma força, quase sempre desconhecida, que domina cada indivíduo e não oferece possibilidade de resistência, ou o espaço onde, através do conjunto de características de cada indivíduo, se cumpre a função de cada indivíduo no mundo.

## Destino e filosofia

### Filosofia clássica
Os principais filósofos a conceituarem o destino na antiguidade clássica foram os estoicos e os epicuristas. Mas de forma geral, os gregos viam no destino uma "divindade cega, inexorável, nascida da Noite e do Caos.

## Destino na mitologia

### As Moiras
Na mitologia grega, as Moiras (em grego antigo Μοῖραι) eram três irmãs que determinavam o destino, tanto dos deuses, quanto dos seres humanos. Eram três mulheres responsáveis por fabricar, tecer e cortar aquilo que seria o fio da vida de todos os indivíduos. Durante o trabalho, as moiras fazem uso da Roda da Fortuna, que é o tear utilizado para se tecer os fios. As voltas da roda posicionam o fio do indivíduo em sua parte mais privilegiada (o topo) ou em sua parte menos desejável (o fundo), explicando-se assim os períodos de boa ou má sorte de todos.
As três deusas decidiam o destino individual dos antigos gregos, e criaram Têmis, Nêmesis e as Erínias. Pertenciam à primeira geração divina (os deuses primordiais), e assim como Nix, eram domadoras de deusas e homens.

### As Nornas
Na mitologia nórdica, as nornas cumpriam uma função similar a das moiras, de "tecer" o destino de todos as pessoas e mesmo o dos deuses.